# كهف ميلاربا
كهف ميلاربا هو كهف مرتبط بميلاربا في نيبال في حلبة أنابورنا على 13,450 قدم (4,100 م) خارج مانانج. يُنسب إليه أنه كان مقر إقامة البوذية التبتية الشهيرة سيدها ميلاريبا خلال إقامته في القرن الحادي عشر في ما يعرف الآن بشمال نيبال.